# Циклобутан
Циклобутан (тетраметилен), C4H8 — углеводород алициклического ряда.

## Физические свойства
Бесцветный, со слабым запахом, газ. Нерастворим в воде, растворим в органических растворителях.

## Структура молекулы
Углы в молекуле циклобутана между углеродными атомами существенно отличаются от тетраэдрических 109,5°(энергетически оптимальных), поэтому четвёртый атом отклоняется от плоскости остальных трёх на 25°, образуя конформацию «бабочка». При этом существуют две эквивалентные конформации, между которыми осуществляется переход.

## Получение
Способы получения циклобутана:
- из 1,4-дибромбутана реакцией с амальгамой лития.
- восстановлением циклобутанона.
- из циклобутил бромида, через гидролиз реактива Гриньяра с выходом 83%[2]. Реакция удобна для введения атома дейтерия при гидролизе тяжёлой водой.

## Химические свойства
Циклобутан менее стоек, чем обычные алканы, при температуре 500 °C он претерпевает термическое разложение до этилена. На катализаторе, в качестве которого может использоваться палладий, платина или никель, гидрируется до бутана. При этом при использовании никеля реакция протекает при 200 °C, а с платиной - при 50 °C.
В отличие от циклопропана, циклобутан в меньшей степени склонен к реакциям с раскрытием цикла. Так, при реакции с галогенами преимущественно происходит замещение атома водорода на атом соответствующего галогена.

## Применение
Сам циклобутан не имеет практического значения, хотя доступен коммерчески в сжиженном виде.
Производное циклобутана, октафторциклобутан (C4F8), является одним из фреонов.

## Безопасность
Смеси с воздухом взрывоопасны. Обладает наркотическим действием.

## Примечание
1. 1 2  David R. Lide, Jr. Basic laboratory and industrial chemicals (англ.): A CRC quick reference handbook — CRC Press, 1993. — ISBN 978-0-8493-4498-5
2. ↑  Cason J., Way R.L., J. Org. Chem. 14, 31 (1949)
3. ↑  В. Ф. Травень. Органическая химия: Учебник для вузов: В 2 т. - Том 1. — 2. — ИКЦ "Академкнига", 2004. — С. 219.
4. ↑  Химический энциклопедический словарь. Москва, Советская энциклопедия, 1983, стр. 680